# San Belián
San Belián o San Velián, es una localidad española actualmente perteneciente al municipio de Boltaña, en la provincia de Huesca. Pertenece a la comarca del Sobrarbe, en la comunidad autónoma de Aragón. Está situado a 760 metros de altitud. 

## Urbanismo
La aldea constaba de dos casas con sus respectivos edificios auxiliares apoyados en el lomo de una cresta.

## Patrimonio
- Casa Salinas, edificio de dos plantas pero que se encuentra en estado de ruina debido al hundimiento de su techo de lajas.[2]
- Casa Broto, se trata de la casa de mayor tamaño[2]  de la que destaca la fachada Norte en donde se encuentra la puerta de entrada en cuyo arco está inscrito "JB 1863", con un balcón de losa y además posee una ermita dedicada a la Virgen del Carmen de una sola nave rectangular de testero plano orientado al este cubierta con bóveda de cañón y a la que se accede a través de una puerta bajo un arco de medio punto en el lado de la epístola.[3] En el 2021 su techumbre se derrumbó.[2]

## Fiestas
Celebraban sus fiestas mayores el 20 de septiembre con una misa para después celebrar un baile con músicos contratados, aunque debido a la mala relación entre los habitantes de las dos casas a menudo se contrataban bandas distintas.
El 8 de septiembre realizaban una romería a la ermita de la Virgen de la Sierra de Latorrecilla junto con los habitantes de Morcat, Pueyo de Morcat, Campodarbe, Luparuelo, San Martín, Sieste, La Valle, Gabardilla y otras aldeas de Santa María de Buil.